# ¡Oh, melancolía!
¡Oh! Melancolía es el octavo álbum del cantautor cubano Silvio Rodríguez.
Es el segundo disco grabado en conjunto con el grupo Afrocuba, en el que destacan temas como "Locuras" y "Entre el espanto y la ternura", interpretados respectivamente con la colaboración del cantautor cubano Pablo Milanés y del Coro de la Escuela Nacional de Artes de La Habana.
La obra mantiene la influencia rítmica cubana de los arreglos imprimida por Afrocuba, conservando además la profundidad y el lirismo original de las canciones.

## Lista de canciones
1. Cuando yo era un enano - 4:03
  - A Mario Benedetti
2. Eva - 5:30
3. Locuras - 2:31
4. Con un poco de amor - 4:56
5. Jerusalén año cero - 6:32
6. Entre el espanto y la ternura - 2:20
  - A Oswaldo Guayasamín
7. Bolero y habaneras - 3:54
8. La prisión - 4:40
9. La prisión (fragmento) - 0:46
10. Amigo mayor - 3:50
11. ¡Oh! Melancolía - 5:24
  - La introducción de esta canción fue tomada del segundo movimiento de la Sonata para piano No. 8 en C menor («Patética») Op. 13  de Ludwig van Beethoven compuesta entre 1797 y 1798. (Nota de H.V.)
12. Yo soy de donde hay un río - 4:14
13. Verbos en juego - 2:52
14. Hay quien precisa (fragmento) - 0:35
15. El extraño caso de las damas de África - 5:32
  - A principios de 1988, si la memoria no me falla, asistí al teatro «Alejando García Caturla», en La Habana la primera vez que esta canción fue interpretada en público. Poco después Silvio fue severamente criticado por los «medios especializados» acusado de haberse rendido ante la simplicidad. Francamente la crítica me pareció exagerada. ¿Acaso no se puede componer una canción jodedora sobre una vivencia personal? ¿Es que todo debe ser «serio y comprometido»? ¿Y quién define lo que es «políticamente correcto»? (Nota de H.V.)
16. Hay quien precisa - 4:51
17. En el jardín de la noche - 8:21
  - Esta canción está dedicada a Arnaldo Tamayo Méndez, el primer latinoamericano y el primer hombre negro que viajó al espacio. El teniente coronel Tamayo, un guantanamero de 38 años,  fue elegido para participar en el vuelo de la Soyuz 38 dentro del Programa Intercosmos de la extinta Unión Soviética. El vuelo tuvo lugar entre el 18 y el 26 de septiembre de 1980. (Gracias, Joel, por sacarme del error. Yo juraba que era Yuri Gagarin a quién Silvio le había compuesto esta belleza.) (Nota de H.V.)[1]

## Agradecimientos especiales
- A Pablo Milanés por su segunda voz en Locuras.
- Al Coro de la Escuela Nacional de Arte de La Habana y a su directora Alina Orraca por su interpretación de Entre el espanto y la ternura.
- A Pete King.

## Créditos
- Todos los temas originales de Silvio Rodríguez.
- Arreglos: Oriente López y Afrocuba.
- Tema 3 canta con Pablo Milanés; Tema 6 canta con el Coro de la Escuela Nacional de Artes de La Habana.
- Producción: Silvio Rodríguez.
- Grabación: Steve Embelton, The point Studio, Londres, Inglaterra; Jerzy Belc, Estudios de grabación Egrem, La Habana, Cuba, 1988.
- Ingeniero de sonido: Jerzy Belc.